# Alaska Route 1
Alaska Route 1 är en landsväg i södra delen av Alaska. Vägen går från Homer nordost och ost till Tok, via Anchorage. Den ingår i vägsystemet Alaska Routes.
Vägen består av de namngivna vägarna Sterling Highway, Seward Highway, Glenn Highway och Tok Cut-Off Highway och är totalt 878,57 kilometer lång.

## Vägbeskrivning
Route 1 börjar vid Alaska Marine Highways färjeterminal i Homer, där även Sterling Highway slutar. Den följer hela Sterling Highway genom Soldotna till korsningen med Seward Highway norr om Seward, där den möter Alaska Route 9:s norra ände. Där vänder vägen norrut och följer Seward Highway till dess slut i Anchorage. Den följer två enkelriktade gator genom staden fram till Glenn Highways början. Route 1 följer hela Glenn Highway och passerar södra änden av George Parks Highway (Route 3) nära Wasilla och möter Richardson Highway (Route 4) nära Glennallen. Vägen överlappar en kort bit väg 4 fram till Tok Cut-Off Highway, som den följer nordöst till sin ände vid Alaska Highway (Route 2) vid Tok.
Större delen av vägen är en del av Interstate Highway System. Hela Interstate A-3 följer väg 1 från Kenai Spur Highway i Soldotna till svängen i Anchorage, där Interstate A-1 tar vid, och går hela vägen till Tok (A-1 fortsätter sedan till gränsen till Yukon på väg 2). Bara en kort del av Seward Highway syd om Anchorage och en längre del av Glenn Highway är byggda enligt motorvägsstandard.